# Bucarabones (Las Marías)
Bucarabones es un barrio ubicado en el municipio de Las Marías en el estado libre asociado de Puerto Rico. En el Censo de 2010 tenía una población de 616 habitantes y una densidad poblacional de 82,33 personas por km².

## Geografía
Bucarabones se encuentra ubicado en las coordenadas 18°12′27″N 66°56′44″O / 18.20750, -66.94556. Según la Oficina del Censo de los Estados Unidos, Bucarabones tiene una superficie total de 7.48 km², que corresponden a tierra firme.

## Demografía
Según el censo de 2010, había 616 personas residiendo en Bucarabones. La densidad de población era de 82,33 hab./km². De los 616 habitantes, Bucarabones estaba compuesto por el 73.7% blancos, el 8.6% eran afroamericanos, el 16.07% eran de otras razas y el 1.62% pertenecían a dos o más razas. Del total de la población el 99.84% eran hispanos o latinos de cualquier raza.